# 凌兆熊
凌兆熊，安徽省鳳陽府定遠縣人，清朝政治人物。同進士出身。
光緒二年（1876年），參加丙子恩科會試，得貢士第247名。殿試登進士三甲第144名。同年五月（6月3日），著分六部學習。